# أوفاشين أوف ذا سيز
أوفاشين أوف ذا سيز (بالإنجليزية: Ovation of the Seas) هي سفينة سياحية تمتلكها وتديرها شركة رويال كاريبيان إنترناشيونال، تم بنائها في أحواض شركة ماير ويرفت ودخلت الخدمة في عام 2016.